# Никола Поткоњак
Никола Поткоњак (Медак код Госпића, 4. април 1924 — 5. новембар 2021) био је српски педагог, редовни професор на Филозофском факултету у Београду. После Војислава Бакића и Вићентија Ракића, најзначајнија личност за развој Катедре за педагогију при Филозофском факултету у Београду. Од 115 година развоја овог одељења он је деловао око 55 година.

## Биографија
Проф. др Никола Поткоњак након завршене основне школе у Медку, ниже разреде гимназије и прве разреде учитељске школе завршио је у Карловцу, а дипломирао је на Учитељској школи у Београду 1943. године. На Филозофском факултету у Београду дипломирао је педагогију 1950. године. Постдипломске студије завршио је 1953/54. године на Инстититу за педагогију Универзитета у Лондону (Institut of education London Universiti). Докторску тезу Прилог Роберта Овена социјалистичкој педагогији одбранио је на Филозофском факултету у Београду 1959. године. Радну каријеру започиње 1942. године као васпитач у дому ученика у привреди у Београду (деца - ратне избеглице), да би након повратка из НОБ-а (у којој учествује од септембра 1944. до септембра 1945. године), наставио да ради као референт за школе ученика у привреди у Министарству рада НР Србије од 1946. до 1947. године, библиотекар на Филозофском факултету у Београду од 1947. до 1950. године, асистент на предмету Општа педагогија на Катедри за педагогију Филозофског факултета у Београду од 1951. до 1969. године. На истом факултету биран је 1960. године за доцента, ванредног професора 1965. године, а 1973. године и редовног професора за предмет Општа педагогија и Методологија педагошких истраживања. На Филозофском факултету у Београду био је више пута шеф Катедре за педагогију, управник Одељења за педагогију и андрагогију, продекан Факултета, Председник Савета Филозофског факултета, председник више факултетских комисија и одбора. Осим на Филозофском факултету у Београду држао је предавања на више Филозофских факултета у Југославији (Скопље, Нови Сад, Задар, Сарајево ), на педагошким и учитељским факултетима у Југославији (Осијек, Ријека, Зрењанин, Марибор, Ужице, Сомбор, Београд, Јагодина, Вршац итд.). Приликом студијских боравака у иностранству држао предавања на више универзитета (СССР, САД, Канада).
Као руководилац, носилац и члан активно је учествовао у остваривању више научно-истраживачких пројеката (развој средњег образовања, развој школског система, радно и политехничко образовање, понављачи у школама Београда, уџбеници педагогије у учитељским школама, методолошки проблеми марксистичке педагогије, васпитна функција школе, школа и њено друштвено окружење, образовање и знанствени и технолошки развој Југославије).

### Ангажовања ван факултета
- Био је члан Југословенске комисије за сарадњу са УНЕСКО;
- у два мандата представник Југославије у ОЕЦД-ЦЕРИ, учествујући активно у раду тих институција (Женева, Париз);
- као члан и руководилац државних делегација био је у посети већем броју земаља (Гана, Нигерија, Гвинеја, Сенегал, Пољска, Бугарска);
- председник Просветног савета Србије у два мандата (1976-1984);
- одговорни уредник југословенског теоријског педагошког часописа ''Педагогија'' (1963-1976);
- организовао је осам округлих столова часописа Педагогије;
- био је председник и члан више одбора за организацију конгреса и других стручних и научних скупова педагога Србије и Југославије;
- члан Редакције часописа ''Настава и васпитање'';
- председник Издавачког савета Завода за уџбенике и наставна средства;
- председник Научног већа Института за педагошка истраживања.
- Био је активан не само у Педагошком друштву Србије и Савезу педагошких друштава Југослоавије, већ и у више друштвених и хуманитарних организација: председник подмладка Црвеног крста Југославије, председник Савеза за техничко васпитање младих Југославије, председник Друштва пријатеља деце Србије, члан Покрета “Науку младима” итд. Руководилац је и члан делегација ових организација приликом посета другим земљама (Швајцарска, Пољска, Грчка, Кина, Шведска, Чехословачка и др.).
- Био је члан две међународне организације педагога:

1. Међународне асоцијације за педагошка истраживања - IААЕR – Internacional Association for Advancement Educational Research, касније WАЕR-АIСЕ – World Association of Educational Research - члан од 1969. и члан Извршног комитета од 1971-1977. (седиште у Генту у Холандији);
2. Међународне организације педагози за мир међу народима – IАЕWP – International Asociation of Educators fot World Peace, члан од 1974. и члан Борда директора од 1975. до 1979.г. (седиште у Хантсвилу у САД).

- Редовни је члан Руске академије педагошких и социјалних наука (Москва) од 2001. године.
- За редовног члана и првог председника Српске академије образовања (Београд) изабран је 2005. године.[4]

## Награде
За свој научни и стручни рад добио је 7 државих одликовања, Седмојулску награду Републике Србије, награду “25. мај”, око 50 плакета, повеља, диплома, златних значки.

### Посебни радови
- Педагошко образовање наставника основних и средњих школа у Енглеској и Велсу, издање, Педагошког друштва Србије, "Педагошке свеске", бр. 2, Београд, (1956). стр. 1-60.
- Упутство за рад подмладка Црвеног крста Југославије (аутор трећег дела, остало В. И С. Селенић), издање ЦОЈЦК, Београд, (1956). стр. 1-56.
- Упутство за рад пионирских организација, св. 1, "Библиотека за рад са пионирима", Београд, (1956). стр. 1-36; преведено на албански језик Приштина (1958). стр. 1—72. COBISS[мртва веза]
- Васпитање воље, свеска у другом колу библиотеке "Подизање и васпитање деце", "Рад", Београд, (1957). стр. 1-31. COBISS[мртва веза]
- Моје дете и техника, серија "Ми и наша деца", Народна књига, Београд, (1961). стр. 1-118. COBISS[мртва веза]
- Прилог методици општетехничког образовања, коаутор С. Безданов (аутор следећих глава: I, II, III, VIII, IX, X и XI, укупно 142 стр.), Техничка књига, Београд, (1962). стр. 1-304; преведено на словеначки, Државна заложба, Љубљана,1963,pp. 1–248.
- Основи општетехничког образовања ученика, приручник за наставнике, за рад у VI, VII и VIII разреду основне школе, коаутор већем броју аутора, редактор С. Безданов, Завод за уџбенике, Београд, (1962). стр. 1-392. (аутор уводног дела и више глава); преведено на албански Приштина, Завод за уџбенике, (1965). стр. 1—434. COBISS[мртва веза]
- Рад са пионирима у основној школи, Југословенски завод за проучавање школских и просветних питања, Београд, (1963). стр. 1-90, шапирографисано. COBISS[мртва веза]
- Повезивање школе са животом у Совјетском Савезу, Документациони билтен Савезног секретаријата за просвету и културу, бр. 17, Београд, (1964). стр. 1-39, шапирографисано.
- Предмет и задаци социјалистичке педагогије, ауторизована скрипта за студенте педагогије, умножили студенти, Београд, (1964). стр. 1—257. COBISS[мртва веза]
- Савремени системи школства и њихове педагошке основе у неким земљама, ауторизована скрипта за студенте педагогије, умножили студенти, Београд, (1964). стр. 1-144; за своје потребе умножио и Завод за основно образовање и образовање наставника СР Србије ( за професоре педагогије у учитељским школама), Београд, 1964; штампано под насловом САВРЕМЕНИ СИСТЕМИ ОБРАЗОВАЊА И ЊИХОВЕ ПЕДАГОШКЕ ОСНОВЕ У СССР, САД и ЕНГЛЕСКОЈ, у књизи "Прилози настави педагогије", Завод за уџбенике, Београд, (1966). стр. 221-346. COBISS[мртва веза]
- О педагогији, васпитању, образовању и неким другим основним педагошким проблемима, стенограм предавања одржаних на Војно-медицинској академији у Београду, умножено за кадрове ВМА, Београд, (1964). стр. 1-20.
- Педагогија, коаутори др Љ. Крнета и М. Орловић-Поткоњак, Завод за уџбенике, Београд, (1965). стр. 1-440, (аутор1, 2, 3, 4, 7, 9, 11, 18, 19, 20, 25, 28, 29, 30. и 31. главе - укупн226 стр.), друго издање 1966, треће издање 1972. преведено на албански језик, Приштина, 1966. и на румунски језик, Нови Сад, 1970. COBISS[мртва веза]
- Политехничко васпитање у Југославији, студијски научноистраживачки пројекат, умножено у Југословенском заводу за проучавање школских и просветних питања, Београд, (1965). стр. 1-565 + 70 стр. библиографије. (Носилац пројекта, аутор уводних делова пројекта, објашњења и подпројекта: "Политехничко васпитање у социјалистичкој Југославији". стр. 49-55, "Савремено политехничко васпитање у другим земљама". стр. 55-59, "Знања и навике које ученици стичу у настави прва четири разреда основне школе значајна за политехничко васпитање". стр. 21 8-225 и "Рад клубова младих техничара у основној школи". стр. 51 8-530).
- Политехничко васпитање у Југославији, оквирна библиографија, 1944 - 1965, коаутори Д. Јовановић и М. Сладојевић; у истраживачком пројекту "Политехничко васпитање у Југославији "; постоји и као посебан отисак, издао Југословенски завод за проучавање школских и просветних питања, Београд, (1965). стр. 1-70. Делимично објављено и у "Техничком васпитању", бр. 1 и 2, Београд, (1966). стр. 30-32. и 32-33. COBISS[мртва веза]
- Metodologie pedagogiky, II g1. knihy «Pedagogija” kterou, написали др Љ. Крнета, М. Поткоњак и др Н. Поткоњак, Београд, 1965; објављено у књизи Metodologicke problemy pedagogiky, Praha, (1966). стр. 218-278; под насловом Metodologia pedagogiky, објавио на словачком Krajsky pedagogicky ustav v Bratislave, (1967). стр. 1-86.
- Педагошка схватања Војислава Бакића, поводом 75. година оснивања Катедре за педагогију, Зборник Филозофског факултета у Београду, књ. X / 2, Београд, (1967). стр. 181-236. COBISS[мртва веза]
- Предмет педагогике, прво поглавље у првом делу књиге "Педагогика", уред. Љ. Крнета, Н. Поткоњак, В. Шмидт и П. Шимлеша, том I, 1967, Државна заложба Словеније, Љубљана. стр. 15-1 19; исти рад штампан и у књизи "Педагогија", томI, Матица Хрватске, Загреб, (1968). стр. 13-101; друго издање, Загреб, 1969; Љубљана 1975; преведено и на албански језик, 1970. COBISS[мртва веза]
- Sodobno izobrazevanje, прво поглавље у другом делу књиге "Педагогика", ред. Љ. Крнета, Н. Поткоњак, В. Шмит и П. Шимлеша, том I, Љубљана, (1967). стр. 331-380; објављено под насловом СУВРЕМЕНО ОБРАЗОВАЊЕ, укњизи "Педагогија", том I, Матица Хрватске, Загреб, (1968). стр. 267-324; друго издање, Загреб, 1969; Љубљана, 1975; преведено на албански језик, 1970.
- Вежбања из педагогије, приручник, коаутори др Љ. Крнета и М. Орловић— Поткоњак; Завод за уџбенике, Београд, (1969). стр. 1-280, преведено на албански, Приштина, (1972). стр. 1-278. COBISS[мртва веза]
- Вредновање рада основних школа, Југословенски завод за проучавање школских и просветних питања, Београд, (1972). стр. 1-147; преведено на македонски језик, ВРЕДНУВАЊЕ НА РАБОТАТА НА ОСНОВНИТЕ УЧИЛИШТА, Скопје, (1973). стр. 1-138. COBISS[мртва веза]
- Развитак, конституисање и савремени правци педагогије, Југословенски завод за проучавање школских и просветних питања, Београд, (1972). стр. 1-73. COBISS[мртва веза]
- Педагогија, I део, уџбеник за пету годину педагошких академија, коаутор мр М. Орловић-Поткоњак, Завод за уџбенике и наставна средства, Београд, (1973). стр. 1-174. (друго издање 1975, треће 1977,

четврто 1978. и пето1979). COBISS
- Педагогија, II део, уџбеник за шесту годину педагошких академија, коаутор мр М. Орловић- Поткоњак, Завод за уџбенике и наставна средства, Београд, (1974). стр. 1-270. (друго издање 1976, треће 1978. и четврто1979). COBISS[мртва веза]
- Васпитање у југословенском самоуправном социјалистичком друштву, реферат на трећем конгресу педагога Југославије, Београд, (1973). стр. 1-57, објављено у књизи Конгреса: ВАСПИТАЊЕ И САМОУПРАВЉАЊЕ, Београд, (1973). стр. 1-57; у часопису Педагогија, бр. 2-3, (1973). стр. 129-185; преведено на македонски језик: ВОСПИТУВАЊЕТО ВО ЈУГОСЛОВЕНСКОТО САМОУПРАВНО СОЦИЈАЛИСТИЧКО ОПШТЕСТВО, Просветно дело, бр. 9-10, Скопје, (1974). стр. 559-643, скраћена верзија преведена на руски: ВОСПИТАНИЕ В ЈОГОСЛАВСКОМ НА ОСНОВАХ САМОУПРАВЛЕНИИ СОЦИАЛИСТИЧЕСКОМ ОБ1ЦЕСТВЕ, и на енглески: EDUCATION IN THE YUGOSLAV SELFMANAGING SOCIALIST SOCIETY, објављено у специјалном иностраном издању, Педагогија, том III, Београд, (1974). стр. 39-53, одн. 35-47. COBISS[мртва веза]
- Класност васпитања, библиотека "Марксизам и образовање", бр. 25, Просветни преглед, Београд, 29. 10. 1975. године. стр. 1-16; преведено на албански, Приштина (1977). стр. 1-48. COBISS[мртва веза]
- Производни и други друштвено-корисни рад у развијању свестране социјалистичке личности, библиотека "Марксизам и образовање", бр. 59, Просветни преглед, Београд, (1976). стр. 1-16 (прилог бр. 14.1 1977).
- Револуционарне традиције и југословенски социјалистички патриотизам, библиотека "Марксизам и образовање", бр. 65, "Просветни преглед", Београд, (1977). стр. 1-16. COBISS[мртва веза]
- Од етатистичке ка самоуправној социјалистичкој основној школи, Институт за педагошка истраживања, библиотека "Педагошка теорија и пракса", св. бр. 5, Просвета, Београд, (1977). стр. 1-93. COBISS[мртва веза]
- Теоријско-методолошки проблеми педагогије, епистемологија педагогије, Институт за педагошка истраживања, Просвета, Београд, (1977). стр. 1-297, друго издање 1978. COBISS[мртва веза]
- Преображај образовања и васпитања, прилог дневном листу Политика, 20. III 1979. год.. стр. 1-14 великог формата (са шемама).
- Систем образовања и васпитања у Југославији, Завод за уџбенике и наставна средства, Библиотека "Педагошка мисао и искуства", бр. 1, Београд, (1980). стр. 1-156. COBISS[мртва веза]
- Системи образовања у Енглеској, САД и Канади, Библиотека " Искуство и путеви", Нови Сад, НИРО "Мисао", (1980). стр. 1-118.
- Изабрана дела, I том COBISS[мртва веза], II том COBISS[мртва веза] и III том COBISS[мртва веза], библиотека "Сувремени југославенски педагози", Педагошки факултет, Осијек, (1981). стр. 1-510, 1-510 и 1-511.
- Педагогија I (коаутор с Миленом Орловић - Поткоњак), уџбеник, шесто издање, Завод за уџбенике, Београд, 1981. COBISS[мртва веза]
- Педагогија II (коаутор с Миленом Орловић - Поткоњак), пето издање, Завод за уџбенике, Београд, 1981. COBISS[мртва веза]
- Маркс и Енгелс о васпитању, уводна студија. стр. 5-101 и текстови. стр. 105-377, Завод за уџбенике и Мисао, Београд – Нови Сад, (1982). стр. 1-377. COBISS[мртва веза]
- Лењин о васпитању, уводна студија. стр. 5-57 и текстови. стр. 61—179, Завод за уџбенике и Мисао, Београд – Нови Сад, (1982). стр. 1-179. COBISS[мртва веза]
- Методолошки проблеми системних проучавања у педагогији, Институт за педагошка истраживања, Просвета, Београд, (1982). стр. 1-123. COBISS[мртва веза]
- Педагогија (коаутор с Миленом Орловић - Поткоњак), уџбеник за ПА, Завод за уџбенике, Београд, (1983). стр. 1-139. COBISS[мртва веза]
- Остваривање васпитне улоге школе, Просветни преглед, Београд, (1984). стр. 1-98. COBISS[мртва веза]
- Педагогија (коаутор са др Ј. Ћорђевићем), уџбеник за студенте, Научна књига, Београд, (1983). стр. 1-390 (укупно пет издања; ауторов део pp. 3–200). COBISS[мртва веза]
- Радно и политехничко васпитање, књ. I, Институт за педагошка истраживања и Просвета, Београд, (1985). стр. 1-270. COBISS[мртва веза]
- Школа и друштвена средина - теоријски оквири истраживања, у књизи "Школа и друштвена средина - друштвено-економски односи у образовању", Педагошки факултет, Осијек, (1986). стр. 1-307 (ауторов део. стр. 13-90). COBISS[мртва веза]
- Основи педагогије (коаутор с М. Орловић – Поткоњак и Н. Трнавац), уџбеник, за IV разред просветне струке, Завод за уџбенике и наставна средства, Београд, (1988). стр. 1-235. COBISS[мртва веза]
- Куда иде средње образовање, "Свјетлост"- Завод за уџбенике, Сарајево и Завод за уџбенике, Београд, 1989. године. стр. 1-300. COBISS[мртва веза]
- Иновације у школи као предмет истраживања, примењена педагошка истраживања, Библиотека за усавршавање педагога, Педагошка академија, ЦУРО, Београд, (1992). стр. 1-44. COBISS[мртва веза]
- Вредновање и рејтинг школе (ВРШ), студијски научноистраживачки пројекат, коаутори др М. Ратковић, др М. Вилотијевић, др Ђ. Ђурић, др Ђ. Надрљански, Педагошка академија за образовање учитеља, ЦУРО, Београд, (1992). стр. 1-86 (део: о методологији, прва два под - пројекта, редакција целог текста). COBISS[мртва веза]
- Развој схватања о конститутивним компонентама педагогије у Југославији (1944/45 - 1991/92. година), Институт за педагогију и андрагогију Филозофског факултета, Београд, (1994). стр. 1-305. COBISS[мртва веза]
- 45 година Савеза педагошких друштава Југославије, Савез педагошких друштава Југославије, Београд, (1994). стр. 1-35. COBISS[мртва веза]
- Педагошка истраживања у школи, коаутор др В. Банђур, Учитељски факултет, ЦУРО, Београд, (1996). стр. 1-258 (делови: Предговор; погл.: 1, 2, 2.1, 2.6, 3, 4, 5.1, 5.2, 5.3, 5.7, 7, 8.1, 8.4, 8.5, 10. и неки прилози). COBISS[мртва веза]
- Педагошки лексикон, Завод за уџбенике и наставна средства, Београд, (1996). стр. 1-576; (аутор око 900 одредница из педагогије, редактор текста, председник Редакционог одбора м). COBISS[мртва веза]
- Општа педагогија за студенте учитељских факултета; аутори Б. Влаховић, Ј. Ђорђевић, Б. Јовановић, Н. Лакета, Н. Трнавац; редактор Никола М. Поткоњак, Београд, Учитељски факултет, 1996, 276 страна. COBISS[мртва веза]
- Педагошки тезаурус, српско-енглеско-француско-немачко-руски, Завод за уџбенике и наставна средства, Београд, (1997). стр. 1-266. COBISS[мртва веза]
- Инструменти за рад педагога, коаутор др Недељко Трнавац, Педагошко друштво Србије, Београд, (1998). стр. 1-317. COBISS[мртва веза]
- Васпитање – школа - педагогија, Библиотека "Педагошке стазе", Учитељски факултет, Ужице, (1999). стр. 1-312. COBISS[мртва веза]
- XX век - ни "век детета" ни век педагогије... Има наде XXI век, Библиотека "Савремена педагошка мисао" Савеза педагошких друштава Југославије и Учитељског факултета, Издавач Учитељски факултет, Београд, (2000). стр. 1-465; ново, прерађено, броширано издање изашло је у Новом Саду, 2004. године. COBISS[мртва веза]
- Методологија педагогије, коаутор др В. Банђур, Савез педагошких друштава Југославије, Београд, 1999, 464 стране COBISS[мртва веза]
- Образовање учитеља у Срба, Учитељски факултети у Ужицу и Београду, Ужице, (1999). стр. 1-365. COBISS[мртва веза]
- Пријатељи деце Србије - сто двадесет година организоване друштвене бриге о деци у Србији, Организација "Пријатељи деце" Србије, Београд, 2000, 111 страна COBISS[мртва веза]
- Педагошка схватања Војислава Бакића, аутор уводних делова, тумачења и закључака; избор текстова и редакција; Београд, Учитељски факултет, 2001, 276 страна COBISS[мртва веза]
- Растко Немањић – Свети Сава, педагошки оглед, Београд, Учитељски факултет, 2001, 76 страна COBISS[мртва веза]
- Истраживања у школи (коаутор др Вељко Банђур), Учитељски факултет Ужице, 2002, страна 238; поједини делови су преузети из ранијих издања.
- Педагошки практикум, аутори: др Н. Поткоњак, др Н. Лакета, др И. Радовановић, др Н. Вујисић-Живковић, мр Ж. Бојовић, редактори: Н. Поткоњак, Н. Лакета, И. Радовановић, Учитељски факултети Ужице и Београд, 2005. године. стр. 3-152. COBISS[мртва веза]
- Именик српских педагога : ко је ко у српској педагогији, издање Српске академије образовања, монографија бр. 1, Beograd 2005. године.. стр. 1-335 COBISS[мртва веза]